# Michael Carter
Michael "Mike" Carter (Denver, 3 de març de 1963) va ser un ciclista estatunidenc que fou professional de 1984 a 1995, i de 2003 a 2006. Un cop retirat va dirigir diferents equips.

## Palmarès
- 1989
  - 1r al Cascade Cycling Classic

### Resultats al Tour de França
- 1991. Fora de control (12a etapa)